# Double Clutch
Double Clutch est un jeu vidéo de course sorti en 1992 sur Mega Drive. Le jeu a été développé par BGS Development et édité par Sega.